# Moos (Gemeinde Matrei in Osttirol)
Moos ist eine Fraktion der österreichischen Gemeinde Matrei in Osttirol.

## Geographie
Moos liegt im Iseltal am rechten Ufer der Isel am Fuß des Lottersbergs. Die Ortschaft mit 144 Einwohnern (2011) gehört zur Katastralgemeinde Matrei in Osttirol Land. Benachbarte Orte sind Huben im Süden und die am anderen Ufer der Isel gelegenen Fraktionen Mattersberg und Feld. Das Zentrum der Besiedelung von Moos befindet sich an der Felbertauernstraße im Bereich der alten Hofstellen Auer und Göbler. Hier befinden sich neben den beiden Bauernhöfen rund 30 Häuser, darunter auch zwei Tischlereibetriebe. Der Straße nach Norden folgend befinden sich zudem die Bauernhöfe Pohler, Hofer und Strimitzer. Am nördlichsten Ende von Moos liegt der Bauernhof Feglitzer nahe dem sogenannten Feglitzpalfen, ein Felsvorsprung der im Zuge des Baus der Lawinengalerie für die Bundesstraße teilweise abgetragen wurde. Zudem gehören der Mooserhof auf einer vom Gletscher geformten Terrasse und der in rund 1.260 Meter Höhe gelegene Mentlis-Hof zur Fraktion Moos. Beide Höfe sind nur über Huben erreichbar.

## Geschichte
Während der Großteil der Häuser in der Tallage von Moos wesentlich jüngeren Datums sind, war der Lottersberg in früherer Zeit wesentlich dichter besiedelt. Die Höfe Berger und Gschtalln wurden jedoch auf Grund der durch Lawinen gefährdeten Lage und der schlechten Bewirtschaftbarkeit aufgelassen. Lediglich der Berger-Mentilis Hof blieb bestehen. 1869 bestanden in Moos 23 Häuser, in denen 173 Menschen lebten. Der 1998 niedergebrannte Mentlis-Hof wurde von seinen Besitzern nach dem Unglück wiedererrichtet.

## Bauwerke und Sehenswürdigkeiten
In Moos befinden sich zwei Kapellen, die jeweils zu zwei Bauernhöfen gehören. Der Mooserhof beherbergt die Maria-Himmelfahrt-Kapelle, auch Marienkapelle oder Mooser Kirchl genannt. Die Kapelle wurde 1894 erbaut und 1895 durch Dekan Georg Unterpranger geweiht. Die erste Messe wurde hier erst 1911 gelesen, heute (2004) findet jährlich eine Messe statt. Bei dem kleinen Bau handelt es sich um ein einjochiges Gebäude mit polygonalem Schluss, das in nächster Nähe des Mooserhofes errichtet wurde. Über dem rechteckigen Eingangsportal befindet sich ein kleines Rundfenster und ein hölzerner Dachreiter, der sich über dem steilen, schindelgedeckten Satteldach erhebt. Der ebenfalls schindelgedeckte Dachreiter wurde mit Schallfenstern versehen und ist von Kugel und Kreuz gekrönt. Im Inneren wird die Decke durch ein Tonnengewölbe über Profilgesims gebildet. Der Altar stammt aus der zweiten Hälfte des 18. Jahrhunderts und befand sich ursprünglich im Mooserhof selbst. Der Altar besteht aus einer Kastenmensa aus Granit, die mit einem Antependium versehen wurde, das Christus und Maria als Brautpaar inmitten der klugen und törichten Jungfrauen zeigt. Das Altarbild zeigt wiederum die Himmelfahrt Marias. Die kleinen Kreuzwegbilder wurden aus Drucken aus dem Ende des 19. Jahrhunderts gefertigt.
Die zweite Kapelle in Moos gehört zum Strimitzer-Hof und stammt aus dem 19. Jahrhundert. Der Bau aus unverputzten Feldsteinen besitzt einen rechteckigen Grundriss mit Apsis, über dem sich ein schindelgedecktes Satteldach erhebt. Über dem rechteckigen Portal erhebt sich ein hölzerner Dachreiter, der mit rundbogigen Schallfenstern und steilem Zeltdach ausgeführt wurde. Der Dachreiter selbst ist durch Kugel und Kreuz gekrönt. Im Inneren der Kapelle befindet sich ein Altar, dessen Tisch über ein geschnitztes Antependium verfügt. Das Altargemälde zeigt ein Brustbild der heiligen Maria und wurde erst im Zuge der Renovierung 1997 in der Kapelle angebracht. 
Neben den beiden Kapellen ist in Moos auch der Feglitzer-Hof von kulturhistorischer Bedeutung. Er befand sich ursprünglich im Besitz der Michaelskirche in Lienz und wurde lange Zeit als Freistift verliehen. Die Besitzreihenfolge des Hofes ist seit der ersten Hälfte des 18. Jahrhunderts lückenlos erhalten. Der Feglitzer-Hof war ursprünglich ein Paarhof, von dem heute noch das Wohngebäude erhalten ist. Teile des Fundamentes und des Erdgeschoßes des Wohngebäudes stammen aus dem 16. Jahrhundert, während Ober- und Dachgeschoß barock geprägt sind.